# St. Antonius von Padua (Meisenheim)

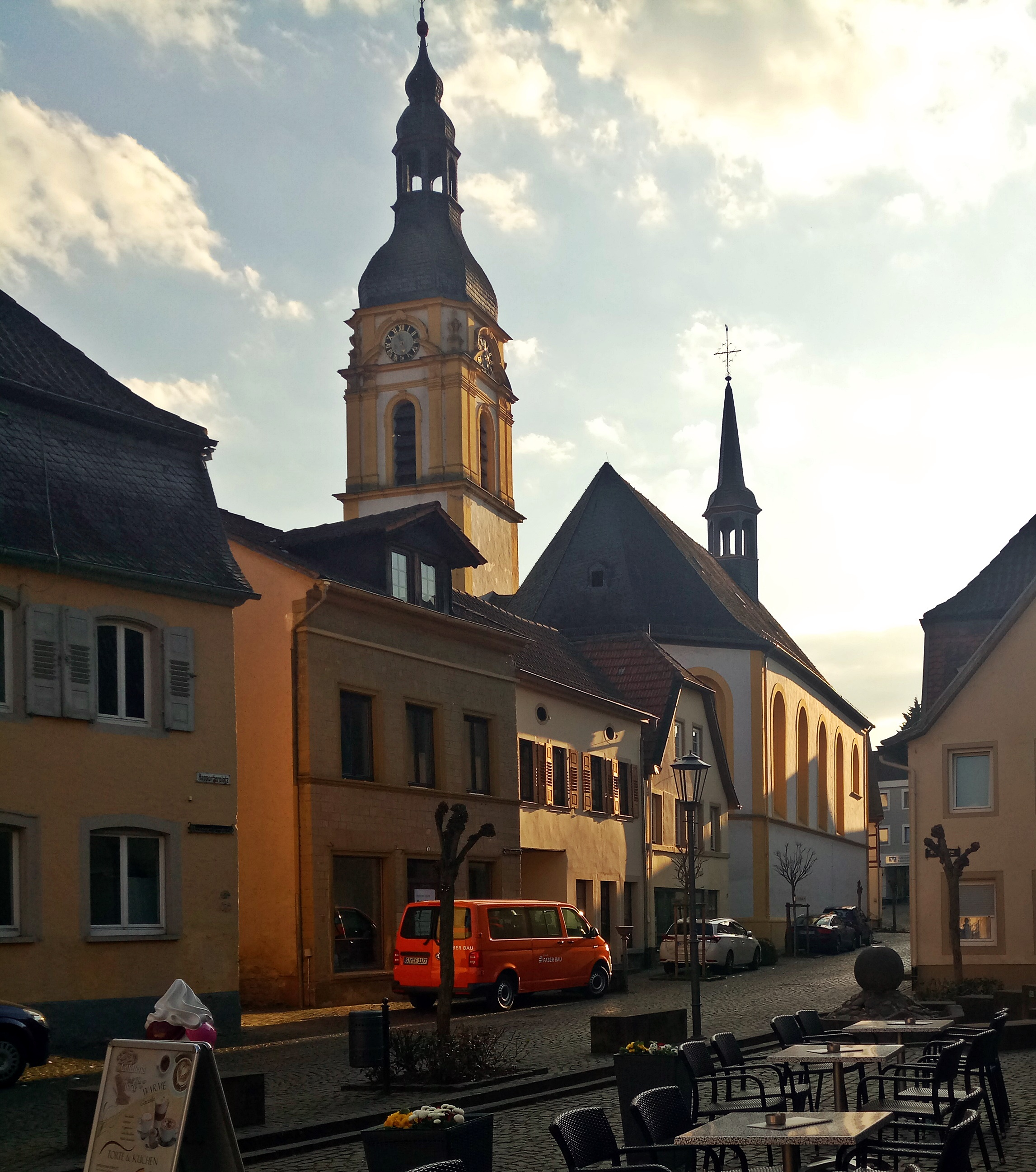
St. Antonius von Nordosten gesehen

Die Kirche St. Antonius von Padua ist das katholische Gotteshaus der Stadt Meisenheim am Glan im Bistum Trier.

## Lage
Es handelt sich um ein barockes Kirchengebäude im Stadtkern von Meisenheim, mit angebautem, ehemaligem Franziskanerkloster und einem erst 1902 hinzugefügten Glockenturm. Es ist mit seiner Längsseite eng in die Front der Straße „Klenkertor“ eingebaut.

## Geschichte

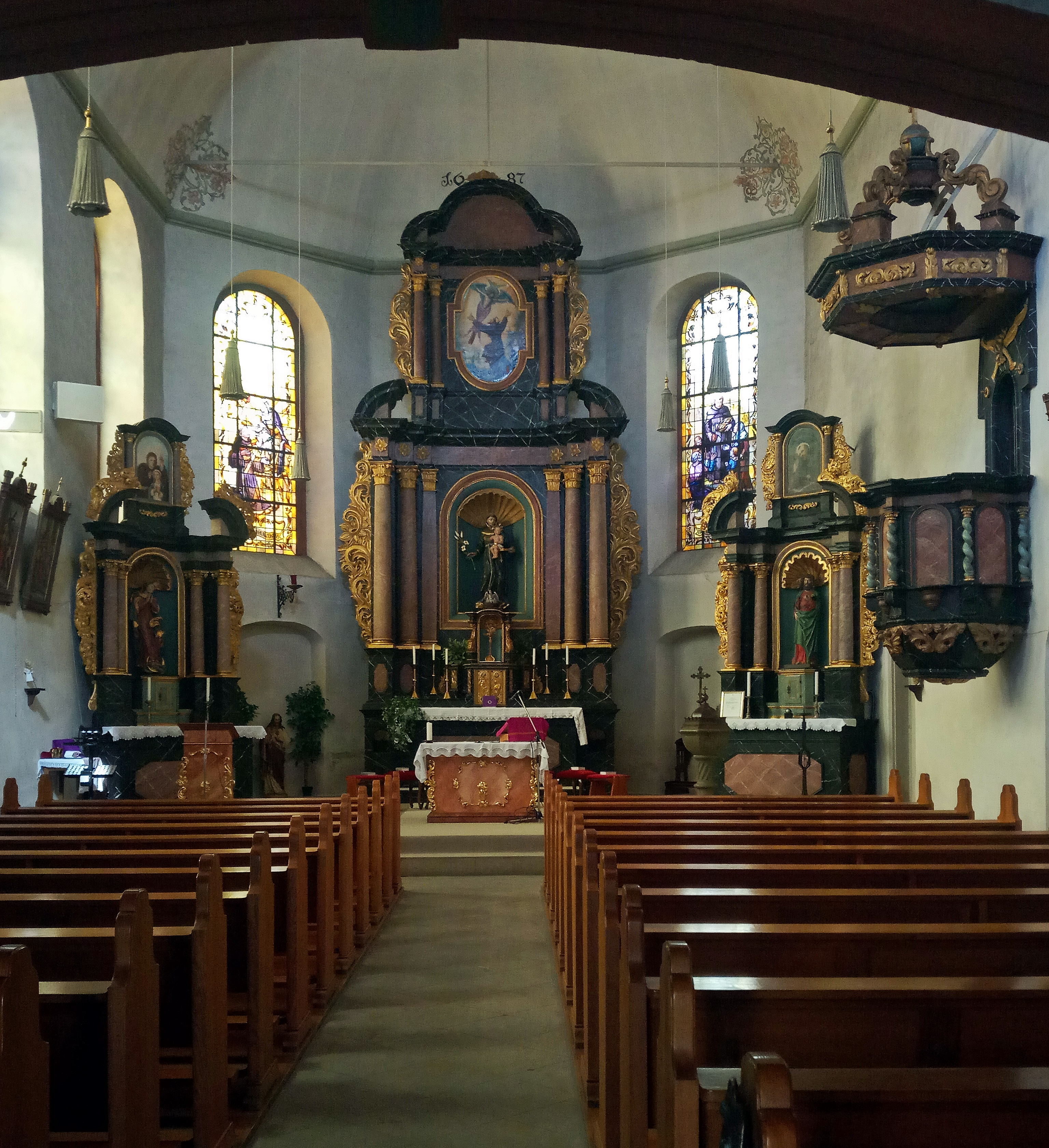
Innenansicht

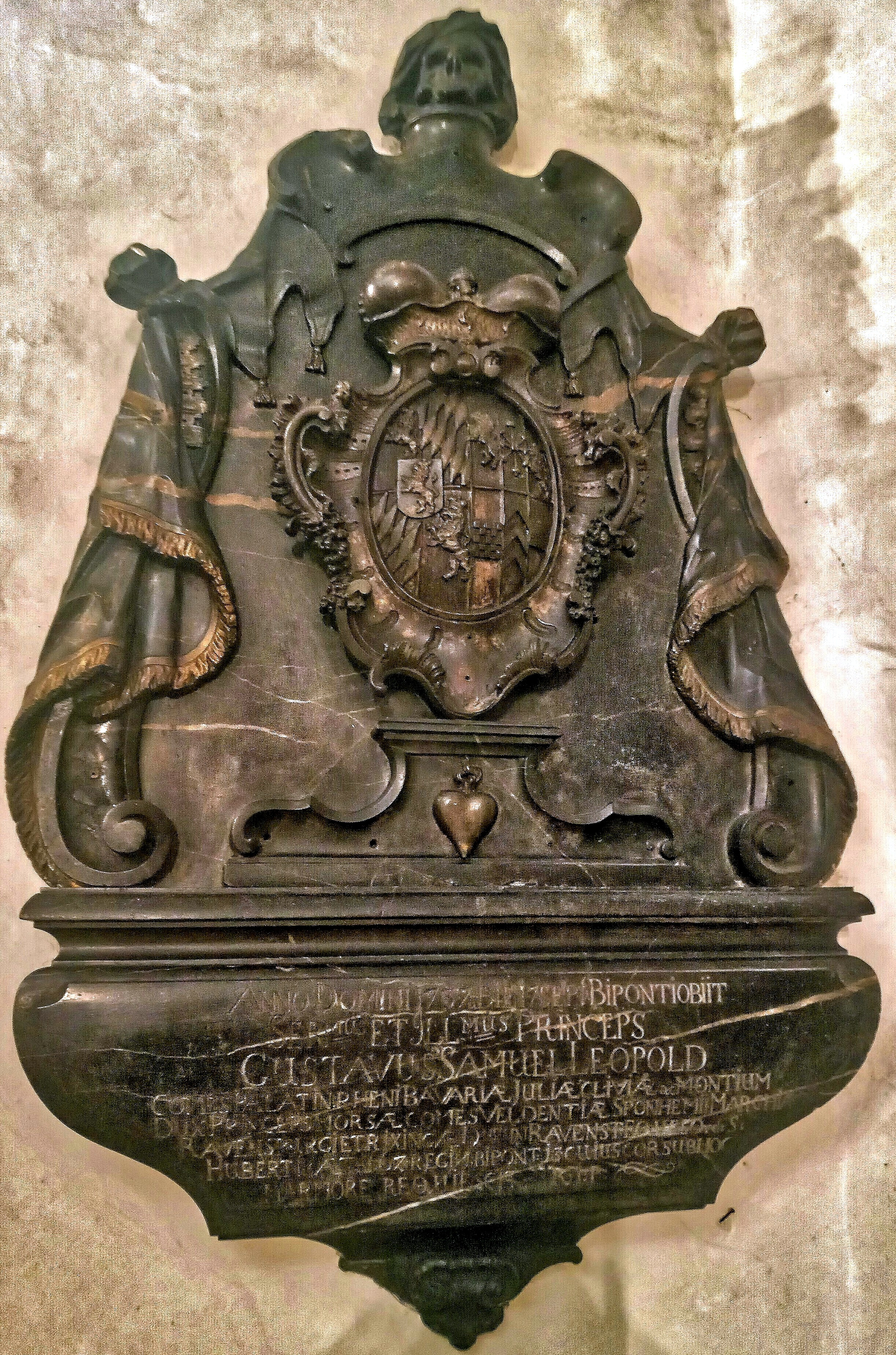
Herzepitaph des Herzogs Gustav Samuel Leopold

Meisenheim zählte politisch zum Herzogtum Pfalz-Zweibrücken, in dem man die Reformation früh einführte. 1526 fand der erste evangelische Gottesdienst in der örtlichen Schlosskirche statt, der katholische Kult wurde in der Folge unterdrückt.
Im Dreißigjährigen Krieg war Meisenheim 1620/21 durch spanische Truppen unter Ambrosio Spinola und 1635 durch kaiserliche unter Matthias Gallas besetzt. In dieser Zeit lebte dort der katholische Glaube in bescheidenem Ausmaß wieder auf. Um 1630 begannen Franziskaner der Kölner Provinz mit der Seelsorge. Schon seit 1623 bestand das nahe Franziskanerkloster St. Wolfgang in Kreuznach als ihre Niederlassung. Während der französischen Reunion (1680–1697) kam es im Herzogtum Pfalz-Zweibrücken, durch Unterstützung der Obrigkeit, vermehrt zur Wiedergründung katholischer Gemeinden. Der Priester Carl Desiderius de Royer war in königlich französischem Auftrag der Reorganisator des katholischen Kultes im Lande.
König Ludwig XIV. berief 1680 die Kölner Franziskaner offiziell nach Meisenheim und sie beschlossen, dort ein Kloster zu gründen. 1685 legte man den Grundstein zum Bau der neuen Kirche, 1688 erfolgte die Weihe durch den Mainzer Weihbischof Matthias Starck auf das Patrozinium des Heiligen Antonius von Padua.
Das 1716 an die Kirche angebaute Klostergebäude dient heute als Pfarr- und Gemeindehaus.
König Stanislaus I. Leszczyński von Polen, der sich 1714 in Meisenheim aufgehalten hatte, stiftete 1716 die wertvollen Altäre der Kirche. Seine Mutter Anna Leszczyńska schenkte Messkaseln und zwei kunstvolle Altarverkleidungen. Der 1696 zum Katholizismus konvertierte Landesherr Herzog Gustav Samuel Leopold bezahlte einen Messkelch und eine Monstranz. Als er 1731 starb, setzte man sein Herz in der Kirche bei. Das wappengeschmückte  Herzepitaph befindet sich im Chor hinter dem linken Seitenaltar.
Seit 1802 gehört die Kirche zum Bistum Trier, 1902 erfolgte der Bau eines neobarocken Kirchturms, da zuvor nur ein Dachreiter vorhanden war. Als Architekt fungierte Dombaumeister Ludwig Becker aus Mainz.

## Baubestand
Der einfache, gewölbte Putzbau mit dreiseitigem Chorschluss, Dachreiter und angebautem Kirchturm besitzt im Inneren drei zueinander passende Barockaltäre; mittig im Chor den größeren Hochaltar, links und rechts, am Übergang vom Langhaus zum Chorbereich, die beiden kleineren Seitenaltäre. Über dem Hochaltar ist im Chorgewölbe die Jahreszahl 1687 aufgemalt. Dieser Altar trägt mittig eine Statue des Kirchenpatrons Antonius von Padua, der linke Seitenaltar eine Marienfigur, der rechte eine Figur des Hl. Andreas, an Stelle einer früheren Franziskusstatue, die jetzt an der Langhauswand platziert ist. An der rechten Langhausmauer ist eine Barockkanzel von 1747 angebracht.
Seit 1751 hat die Kirche hinten eine gewölbte Steinempore, auf der die Orgel aus dem Jahre 1730 steht. Im Westen sitzt das Hauptportal mit einer reich beschnitzten Tür, welche die Jahreszahl 1687 trägt. Im Chor befinden sich zwei, in der nördlichen Langhauswand fünf und in der Westfassade ein Rundbogenfenster, mit Buntverglasung der Fa. Binsfeld, Trier, von 1933. Eines davon erinnert an das Außerordentliche Heilige Jahr 1933 und die damalige Heilig-Rock-Ausstellung.

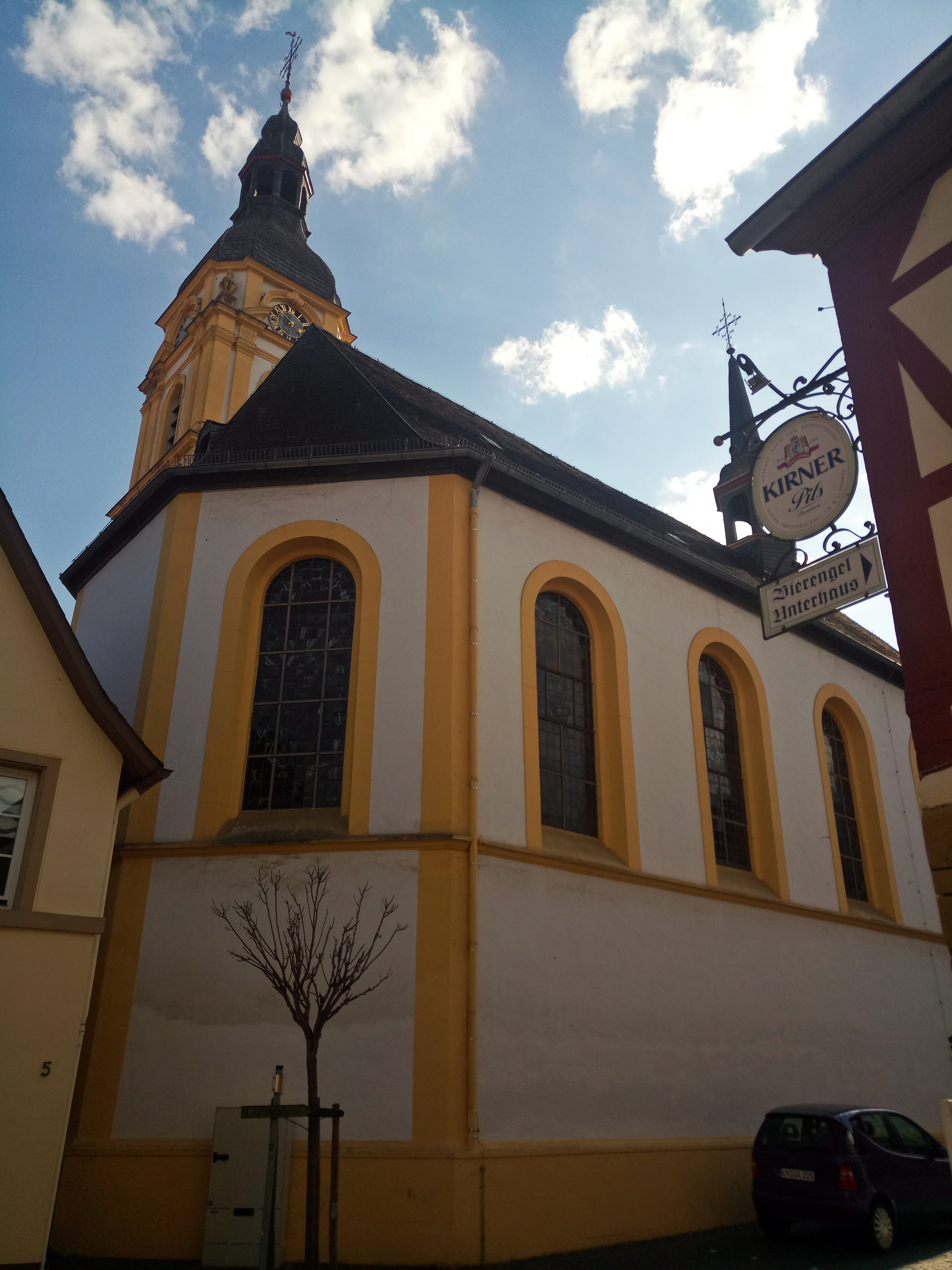
Nahaufnahme von Nordost
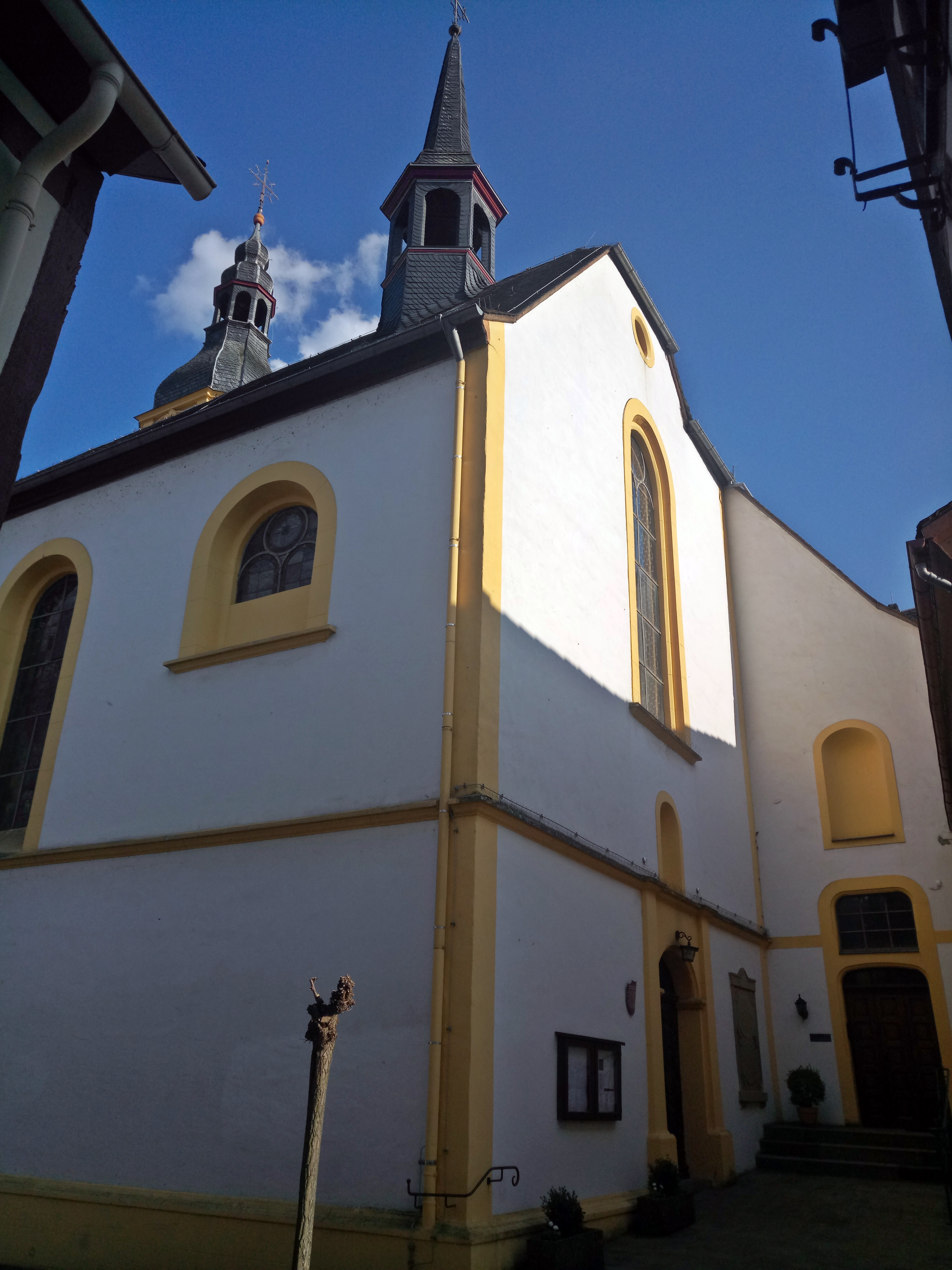
Westfassade und Klostereingang
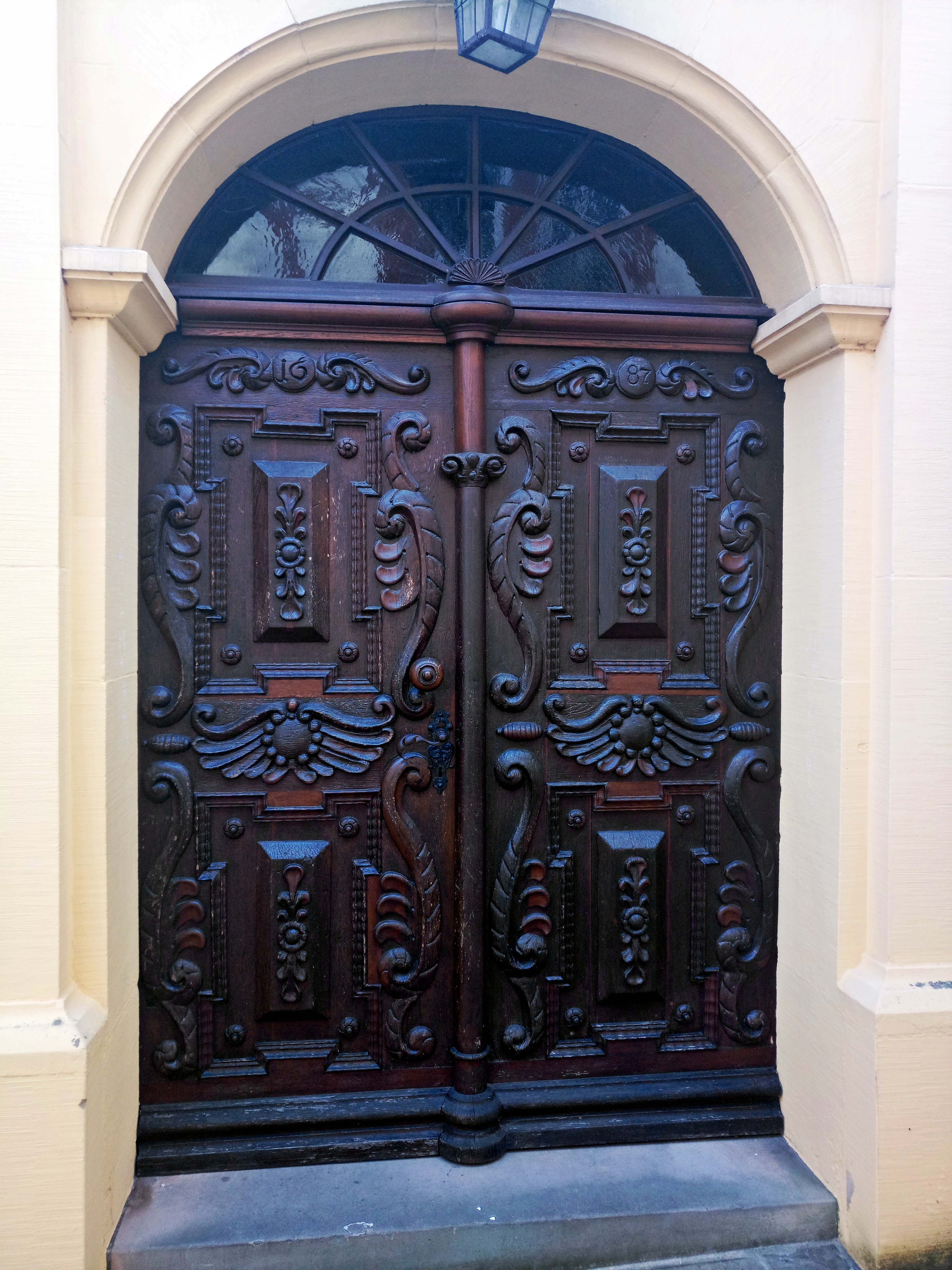
Hauptportal Westfassade
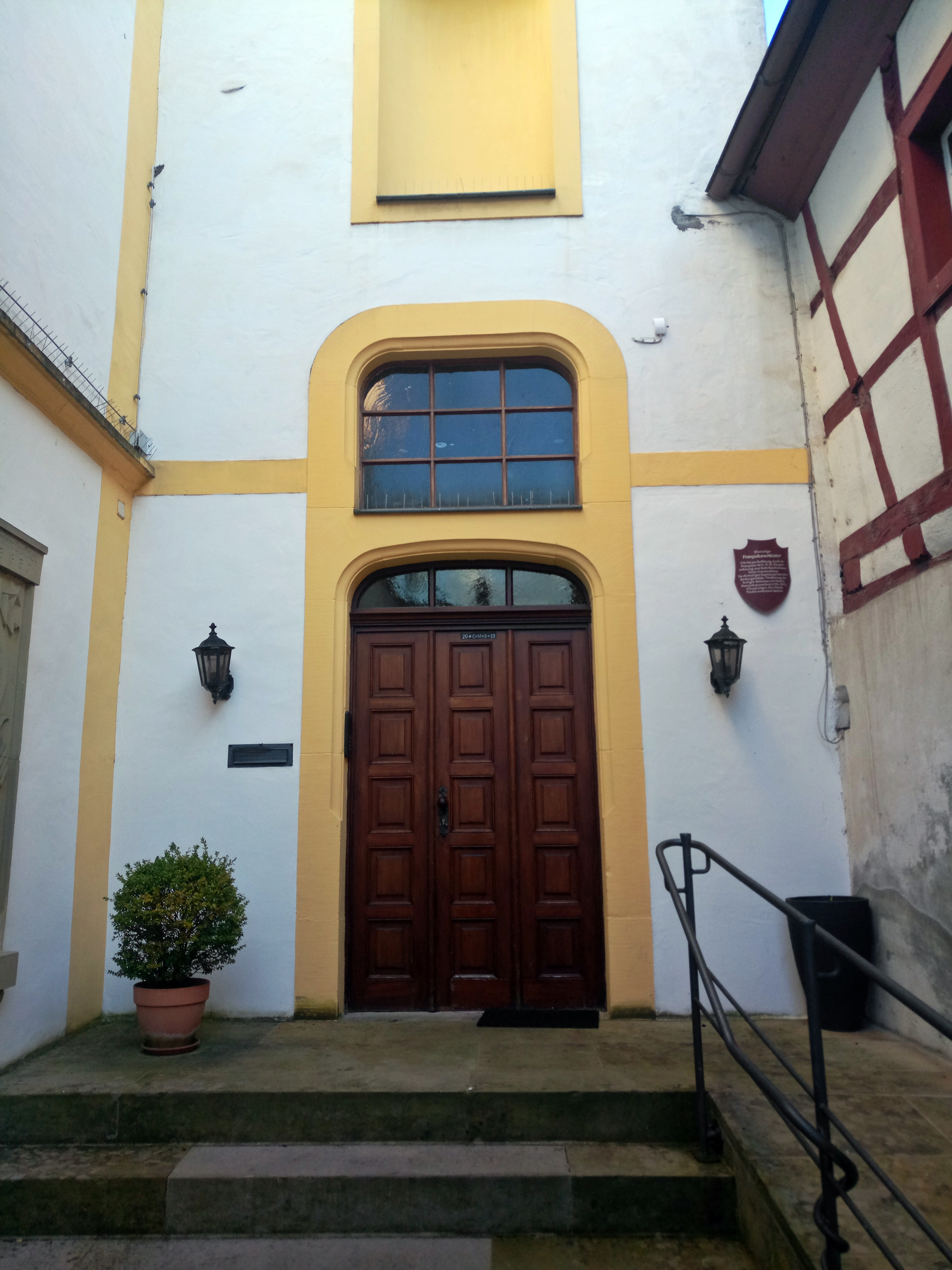
Klostereingang
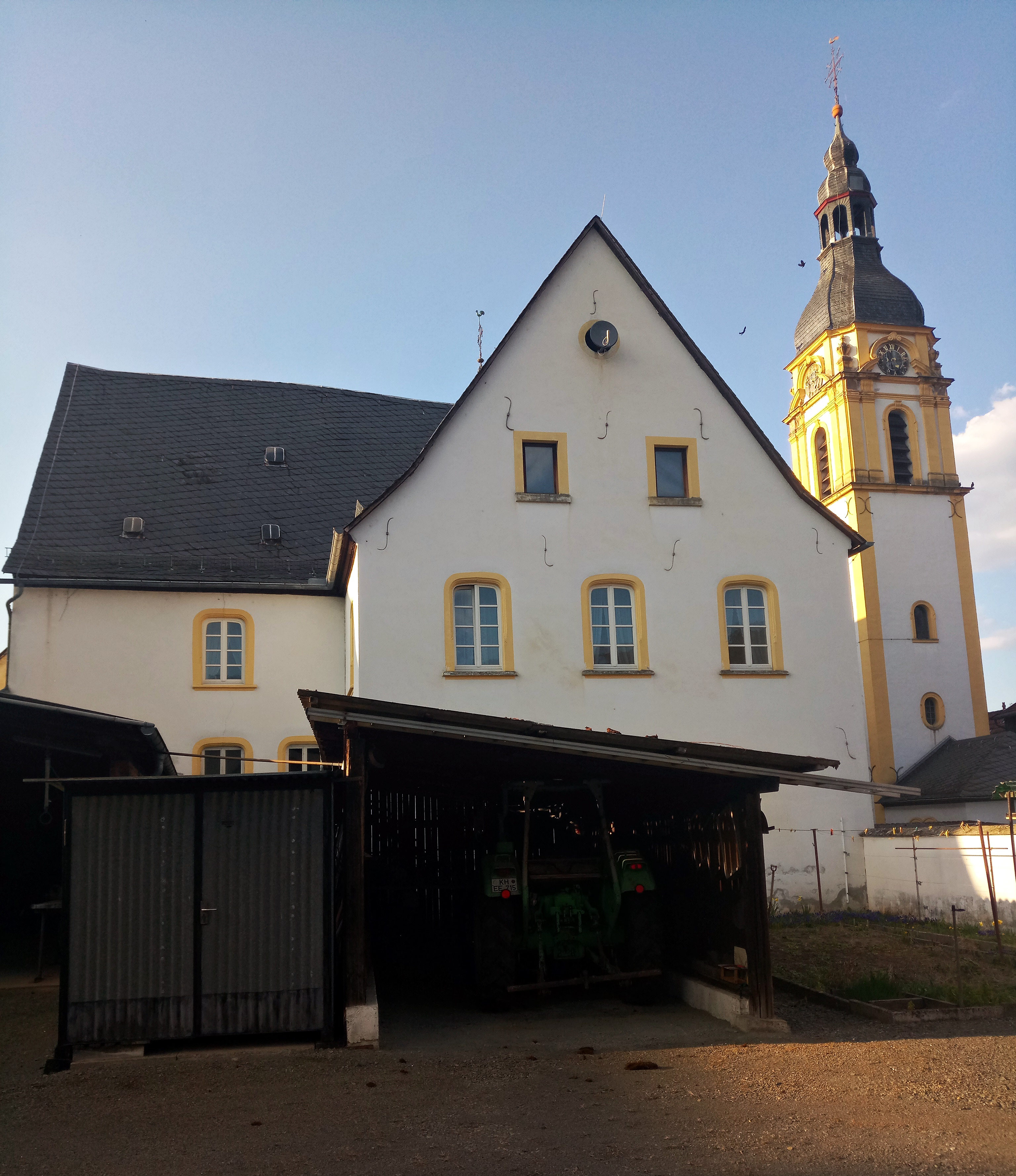
Klosterbau von Süden
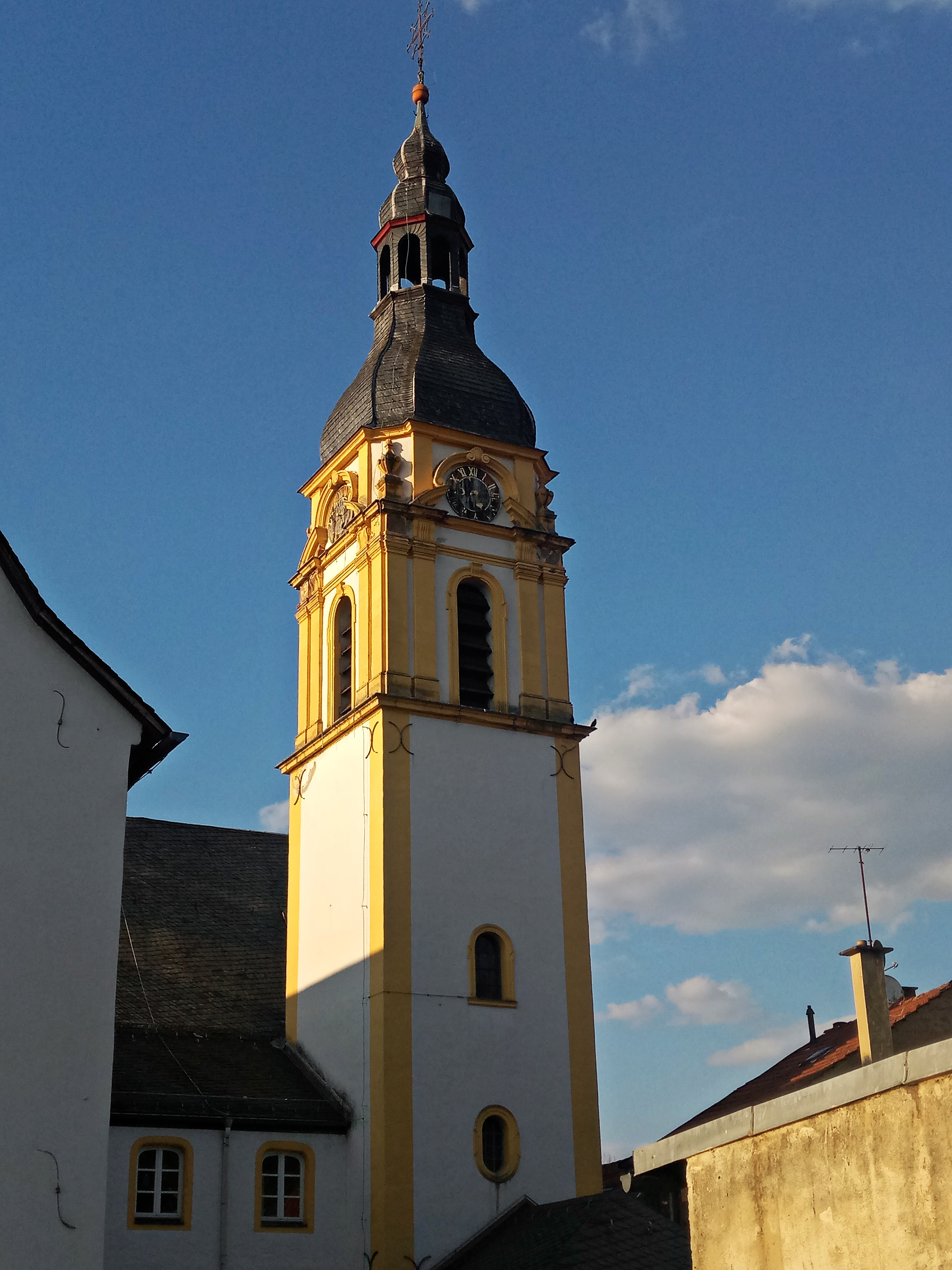
Glockenturm von Süden
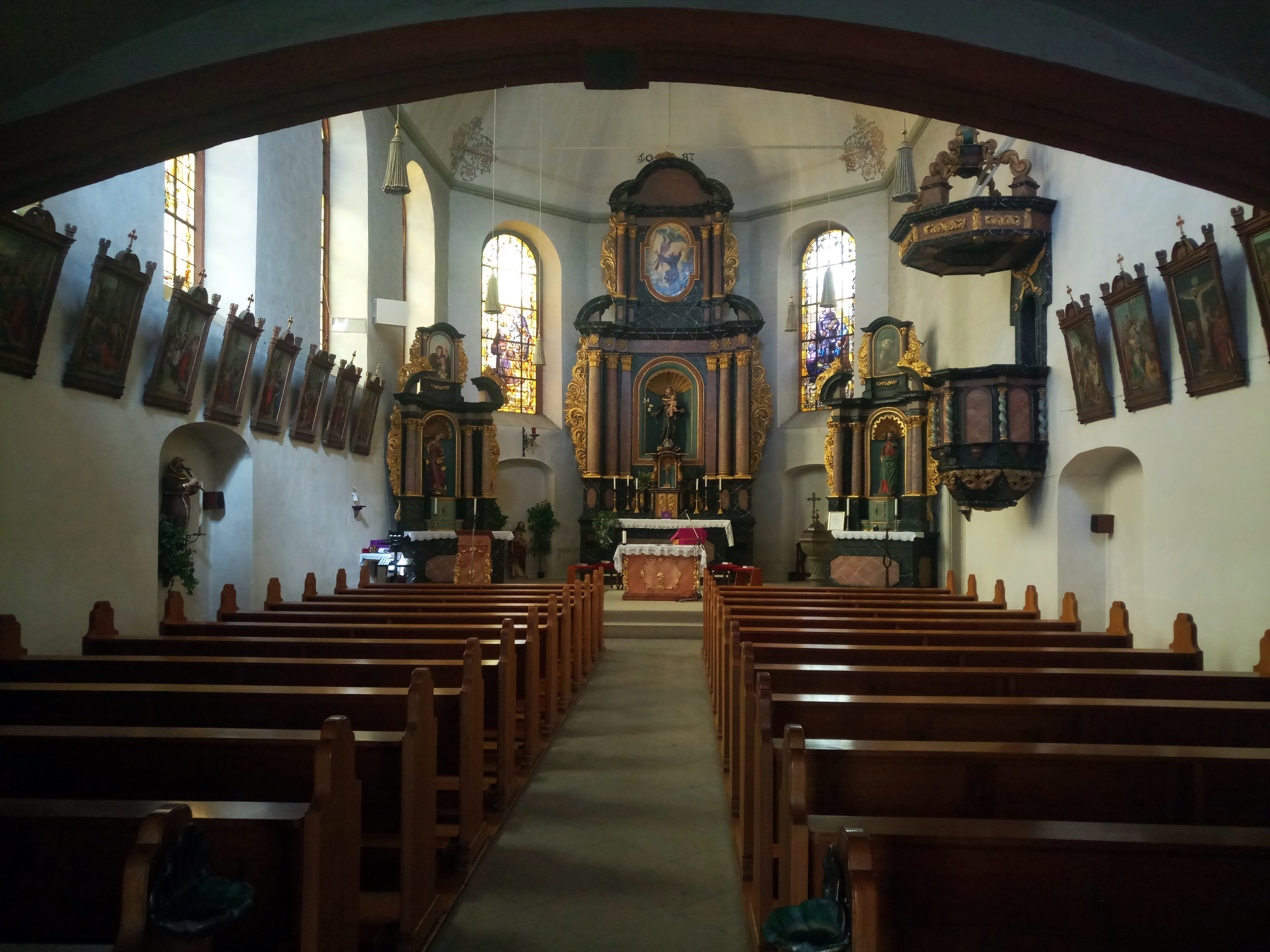
Innenaufnahme mit Emporen-Gewölbebogen
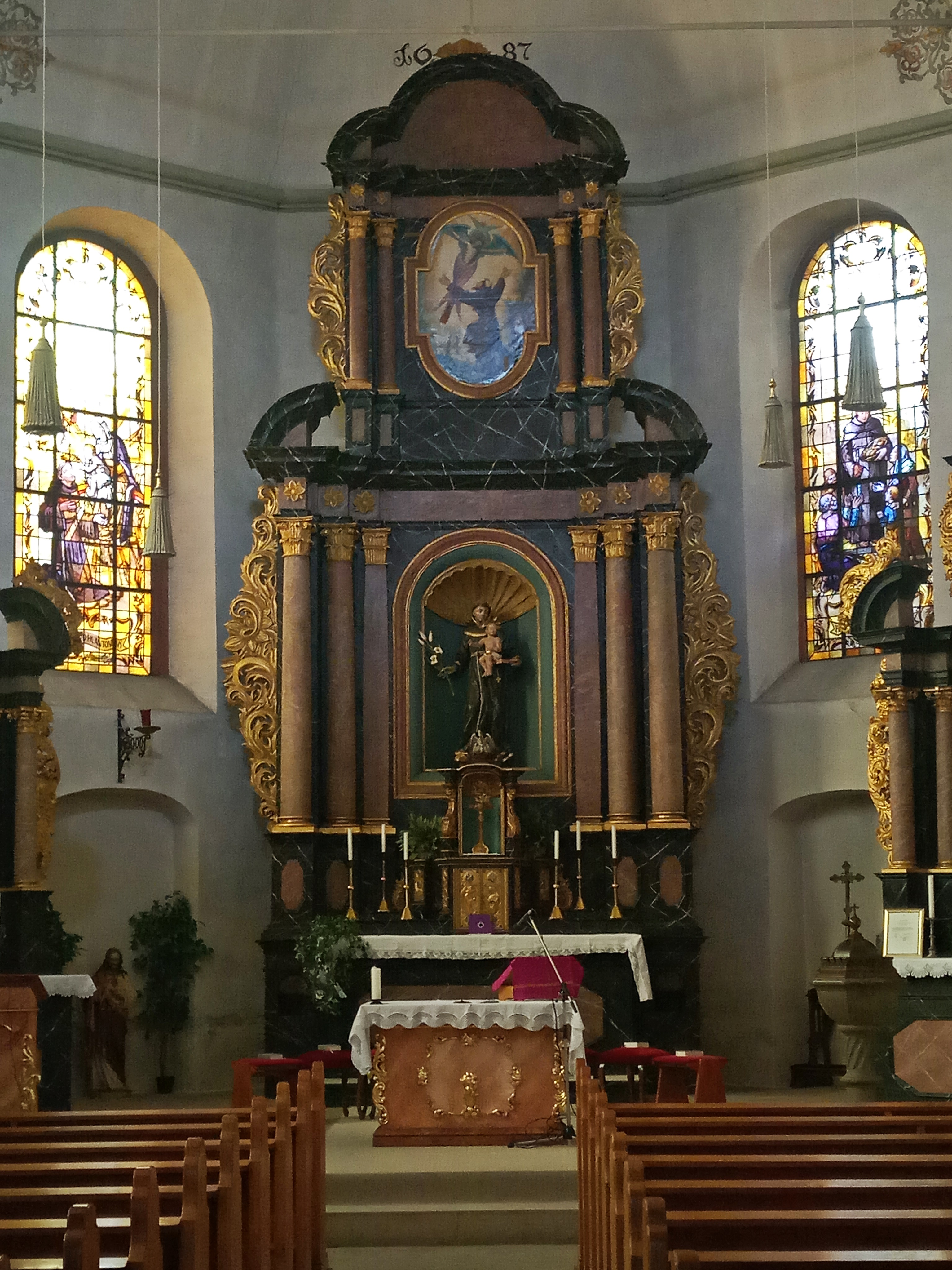
Hochaltar